# Herb Mieściska
Herb Mieściska – jeden z symboli miasta i gminy Mieścisko, którego obecna wersja, autorstwa Gerarda Kucharskiego, została ustanowiona 24 czerwca 2025.

## Wygląd i symbolika
Herb przedstawia na tarczy dzielonej w słup w polu lewym błękitnym srebrnego anioła ze złotą aureolą, przebijającego mieczem czarnego smoka (jest to św. Michał Archanioł, patron kościoła w Mieścisku), natomiast w polu prawym czerwonym pół srebrnego orła piastowskiego ze złotym dziobem i szponami.

## Historia

Wzór herbu obowiązujący do 2025

Do 2025 gmina i miasto posługiwały się herbem o identycznej symbolice, lecz odmiennym wzorze, niepoprawnym heraldycznie.